# 紫陽街
紫阳街又稱紫陽街歷史街區，是中華人民共和國浙江省台州市臨海市的一條南北走向的青石板路，道路北起广文路和北固山，南至灵江，全长1080米，宽4米。紫阳街在第二次中日戰爭時期得名中正街。中華人民共和國成立后，中正街更名為解放街。1998年更名为紫阳街，路名來自於紫陽真人张伯端。
紫阳街北端有郑广文祠和台州府文庙。郑广文祠始建于唐朝广德二年(764年)，是紀念郑虔的一個建築。台州府文庙始建于北宋宝元二年(1039年)。紫阳街南端有唐朝時就已存在的龙兴寺。紫阳街上还有紫阳桥、紫阳坊、紫阳故里和紫阳宫遗址。紫阳街两旁有建立於宋朝至中華民國大陸時期的古井。紫阳街的房屋和街面店铺為宋朝至明清風格。周邊有陈涵辉、王观澜、郭凤韶等人的故居。